# موسم
موسم (به عربی: موسم) یک منطقهٔ مسکونی در عربستان سعودی است که در استان جازان واقع شده‌است.